# Chi Cướp biển
Stercorarius hay Chim cướp biển là một chi duy nhất trong họ Stercorariidae gồm khoảng 7 loài chim biển..
Các loài này làm tổ trên mặt đất ở những vùng ôn đới và bắc Cực, và là những loài chim dư cư với khoảng cách lớn. Chúng thậm chí được nhìn thấy ở Nam Cực.

## Các loài
- Stercorarius antarcticus
  - Stercorarius (antarcticus) antarcticus
  - Stercorarius (antarcticus) hamiltoni
  - Stercorarius (antarcticus) lonnbergi
- Stercorarius chilensis
- Stercorarius longicaudus
- Stercorarius maccormicki
- Stercorarius parasiticus
- Stercorarius pomarinus
- Stercorarius skua

## Hình ảnh

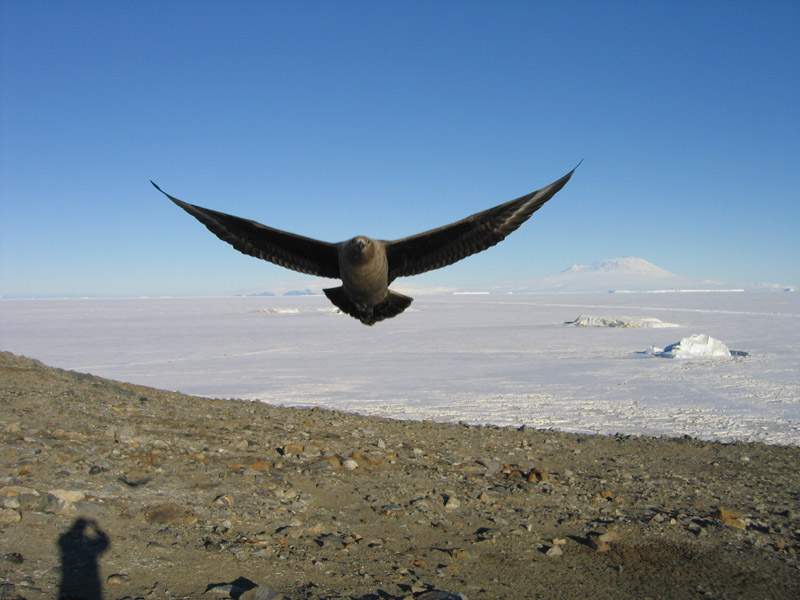
Stercorarius ở Nam Cực
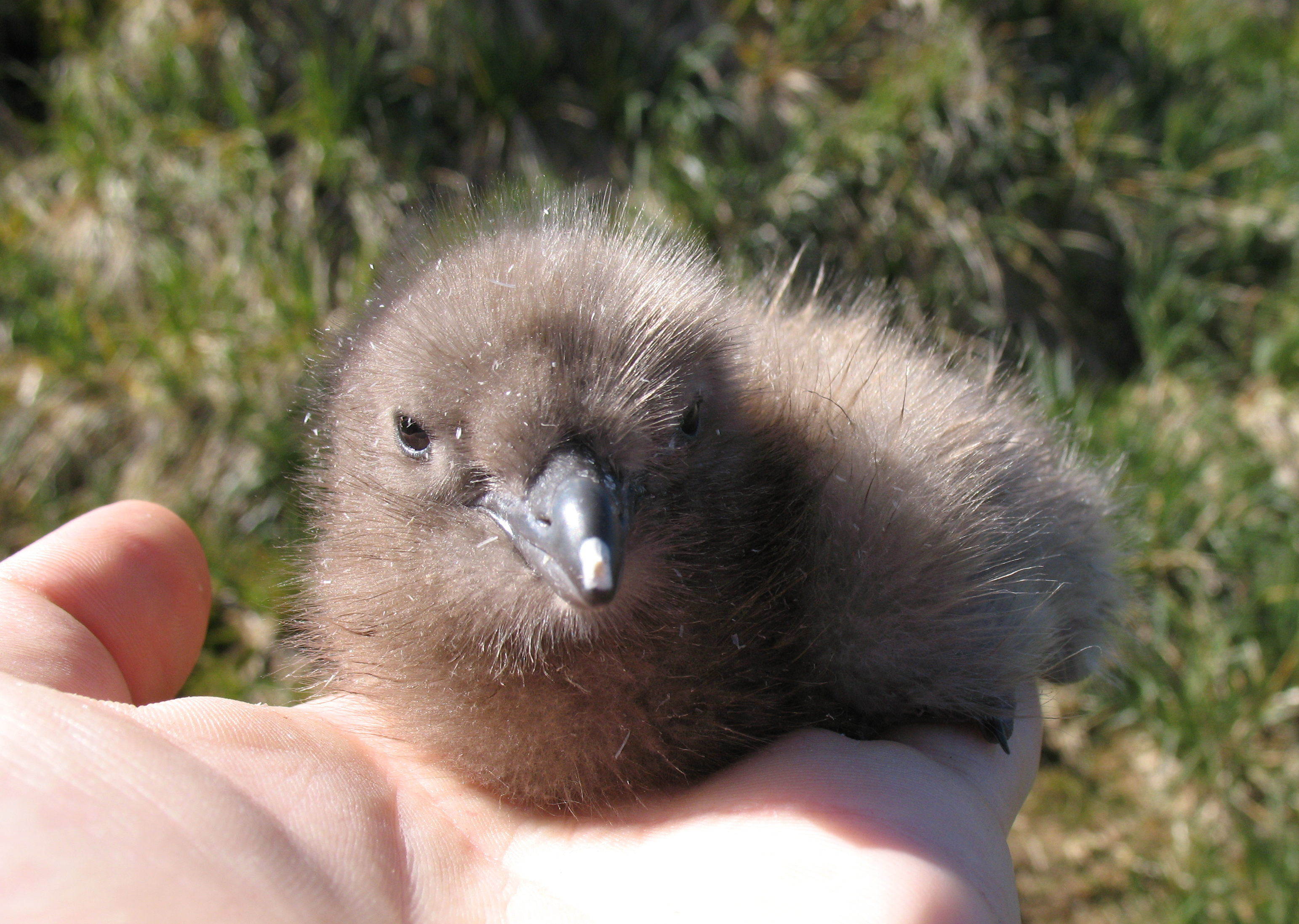
Chim non trong tổ